# 兵庫県道・京都府道707号小坂青垣線
兵庫県道・京都府道707号小坂青垣線（ひょうごけんどう・きょうとふどう707ごう こざこあおがきせん）は、兵庫県豊岡市から京都府福知山市を経由して、兵庫県丹波市に至る一般県府道である。

## 概要
兵庫県豊岡市但東町小坂から京都府福知山市を経由して、兵庫県丹波市青垣町遠阪に至る。起終点とも兵庫県にあるが、途中で京都府内も通る。
兵庫県豊岡市但東町と京都府福知山市夜久野町の境および、京都府福知山市夜久野町と兵庫県丹波市青垣町の境は、未開通区間となっている。
兵庫県内には、車が通行可能な区間はほとんどないため、地図上では京都府内のみを通過しているように見える場合がある。

### 路線データ
- 起点：兵庫県豊岡市但東町小坂（兵庫県道・京都府道63号山東大江線交点）
- 終点：兵庫県丹波市青垣町遠阪（国道427号交点）

## 路線状況

### 重複区間
- 国道9号（京都府福知山市夜久野町井田・井田交差点 - 福知山市夜久野町額田・額田交差点）
- 京都府道526号談夜久野線（京都府福知山市夜久野町千原）

### 道路施設

#### 橋梁
- 京都府
  - 額田大橋（牧川、福知山市）

## 地理

### 通過する自治体
- 兵庫県
  - 豊岡市
- 京都府
  - 福知山市
- 兵庫県
  - 丹波市

### 交差する道路
| 交差する道路                         | 都道府県名 | 市町村名 | 交差する場所 | 交差する場所 |
| ------------------------------------ | ---------- | -------- | ------------ | ------------ |
| 兵庫県道・京都府道63号山東大江線     | 兵庫県     | 豊岡市   | 但東町小坂   | 起点         |
| 未開通区間                           |            |          |              |              |
| 京都府道530号桑村雲原線              | 京都府     | 福知山市 | 夜久野町畑   |              |
| 国道9号 重複区間起点                 | 京都府     | 福知山市 | 夜久野町井田 | 井田交差点   |
| 国道9号 重複区間終点                 | 京都府     | 福知山市 | 夜久野町額田 | 額田交差点   |
| 京都府道526号談夜久野線 重複区間起点 | 京都府     | 福知山市 | 夜久野町千原 | 中千原交差点 |
| 京都府道526号談夜久野線 重複区間終点 | 京都府     | 福知山市 | 夜久野町千原 |              |
| 未開通区間                           |            |          |              |              |
| 国道427号                            | 兵庫県     | 丹波市   | 青垣町遠阪   | 終点         |

### 交差する鉄道
- 山陰本線

### 沿線
- 畑簡易郵便局
- 夜久野郵便局
- JR西日本山陰本線 下夜久野駅
- 福知山市役所 夜久野支所
- 福知山市立明正小学校